# Spirorbis inventis
Spirorbis inventis är en ringmaskart som beskrevs av Harris 1969. Spirorbis inventis ingår i släktet Spirorbis och familjen Serpulidae. Inga underarter finns listade i Catalogue of Life.